# RS Персей
RS Персея — червоний надгігант, змінна зірка, розташована у подвійному скупченні Персея . Видима зоряна величина коливається від 7,82 до 10,0, через що її неможливо побачити неозброєним оком .

## Розташування
RS Персея є членом скупчення NGC 884, χ Персея. 

## Змінність блиску

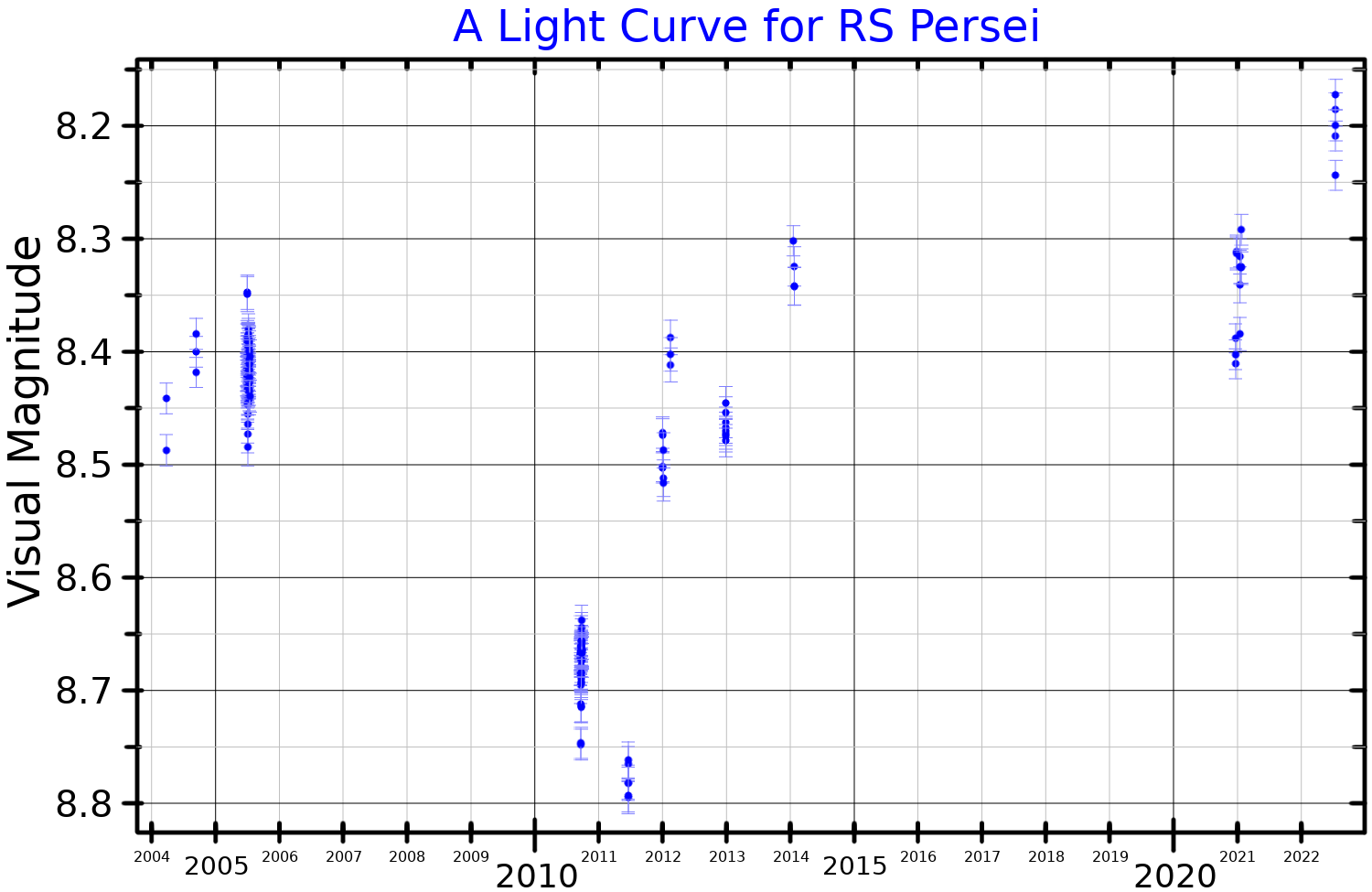
Крива блиску для RS Persei, побудована на основі даних камери оптичного моніторингу INTEGRAL

RS Персей класифікується як напівправильна змінна зірка. Яскравість змінюється від 7,82 до 10,0 протягом 245 днів.  Детальні дослідження вказують на те, що вона також пульсує з довгим вторинним періодом 4200±1500 днів. 

## Властивості
RS Персея — велика холодна зірка з температурою 3500 К. Це робить її яскравою, незважаючи на те, що більша частина її випромінювання є у інфрачервоному діапазоні . У 2005 році було розраховано, що RS Per має болометричну величину 145,000 L☉ та радіус близько 1,000 R☉.  Нещодавні розрахунки 2014 року на всіх довжинах хвиль доводять нижчу світність зірки — 77600+9500
−8400, з огляду на припущену відстань та радіуса 770±30 R☉ на основі виміряного кутового діаметру та світності.  Дослідження 2023 року дає ще меншу світність – 59,000 L☉. 
Виміряний кутовий діаметр RS Персея становив 0,0034±0,00003 секунд дуги. На відстані 1497 парсек, це відповідає радіусу 547 R☉.  Інша стаття того ж автора дає 3.34+0.07
−0.09 та радіус 775 R☉ , хоча використана відстань не вказана.  Він оточений пилом, що сконденсувався з матеріалу, втраченого зіркою. 
RS Персея раніше іноді вважався зіркою з асимптотичною гілкою гігантів (АВГ) із низькою масою , але розрахунки її поточної маси показують, що це червоний надгігант. Також  NGC 244 занадто молода, щоб мати зірки АВГ. 

## Зовнішні посилання
- Крива світла
- Запис VSX